# Otto Andersen (Architekt)
Otto Andersen (* 12. Dezember 1924 in Hamburg-Bergedorf; † 5. Juli 1981 in Hamburg) war ein deutscher Architekt und Bauingenieur. Er entwarf in den 1950er und 1960er Jahren zahlreiche Kirchen in Hamburg und Schleswig-Holstein. Sie zählen zu den bedeutendsten Werken der Region im Kirchenbau der Nachkriegszeit.

## Leben
Otto Andersen besuchte von 1944 bis 1945 die Hamburger Bauschule und studierte von 1946 bis 1951 an der Technischen Hochschule Stuttgart. Danach arbeitete er von 1951 bis 1953 im Architekturbüro seines Schwiegervaters Alfred Behrmann in Hamburg-Blankenese und erzielte die ersten Erfolge bei Wettbewerben im Städtebau und im Kirchenbau. 1954 bis 1973 arbeitete er freiberuflich von Meldorf aus in diesen Bereichen sowie in der Denkmalpflege und im privaten Wohnungsbau. 1971 bis 1973 reiste er mehrmals nach Marokko und in den Iran und eröffnete 1976/1977 in Agadir ein eigenes Büro als Entwurfsarchitekt.

## Werk
Zu seinen Kirchenbauten zählen z. B.
- Paul-Gerhardt-Kirche in Hamburg-Bahrenfeld (1954–1955) (zusammen mit Alfred Behrmann)[1]
- Kirche St. Peter in Hamburg-Groß Borstel (1956–1958)
- Thomaskirche in Schulensee bei Kiel (1957–1959)
- St.-Johannes-Kirche in Ahrensburg (1960–1962)
- Ansgarkirche in Elmshorn (1961–1962)
- Erlöserkirche in Uetersen (1961)
- St.-Ansgar-Gemeindezentrum in Hamburg-Othmarschen (1961–1964)
- Trinitatis-Kirchenzentrum in Hohenhorst, Hamburg-Rahlstedt (1961–1965)
- Dietrich-Bonhoeffer-Kirche in Hamburg-Rahlstedt (1965–1967)
- Bonnus-Gemeindezentrum in Osnabrück (1962–1967)
- Dreifaltigkeitskirche (Lübeck-Kücknitz) (1965)
- Auferstehungskirche in Heide (1963–1965)
- Heilig-Geist-Kirche in Pinneberg (1962–1963)
- Martin-Luther-Kirche in Ehlershausen, Region Hannover (1964–1967)[2][3]
- Kapelle im Erweiterungsteil des Meldorfer Friedhofs (1968)[4]
- Evangelisches Gemeindezentrum Blockdiek, Bremen - Osterholz (1971)[5]
- sowie die Friedenskirche in Schleswig, die Kirche in Kappeln-Ellenberg und die Kirche in Bliesdorf

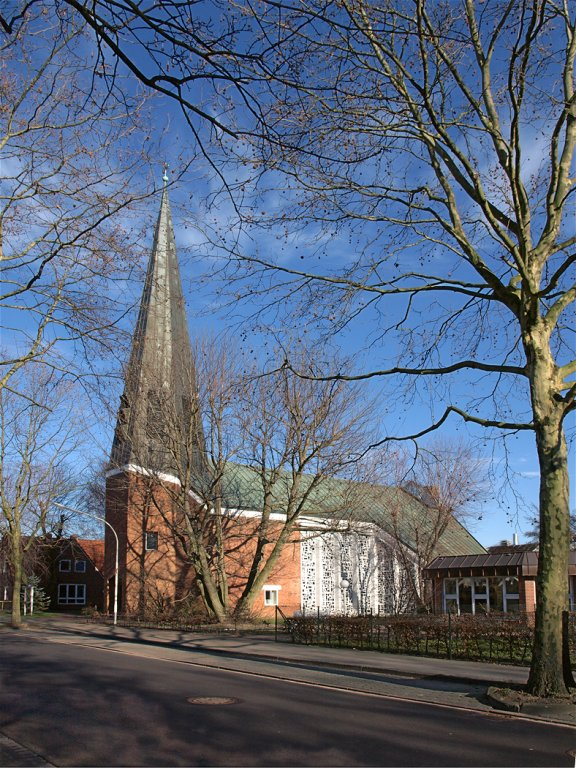
Erlöserkirche in Uetersen
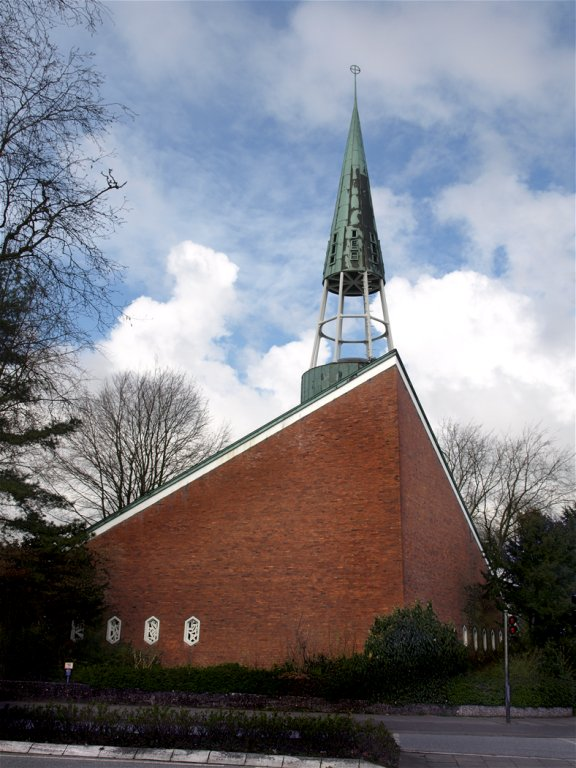
Ansgarkirche in Elmshorn
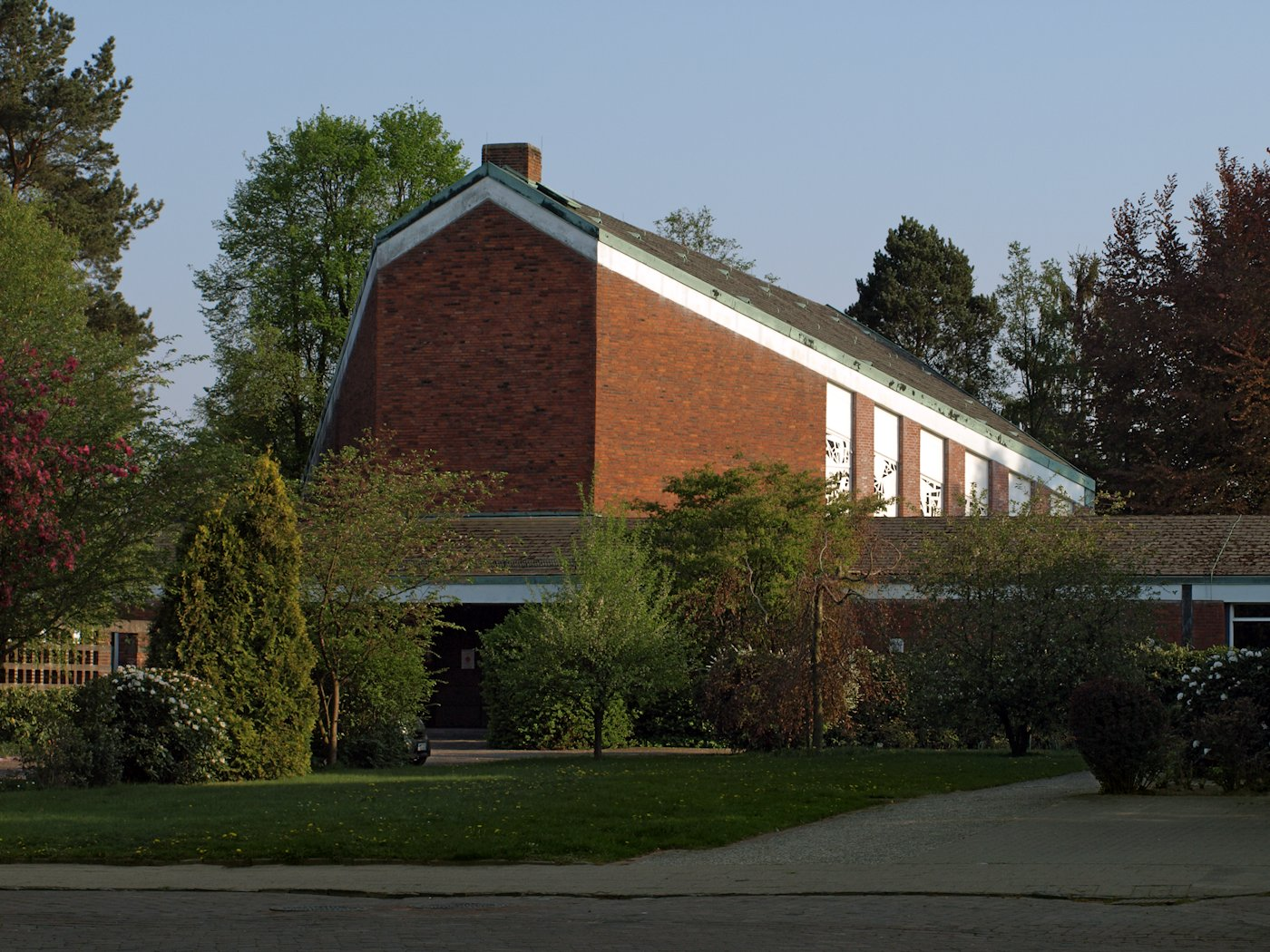
Heilig-Geist-Kirche in Pinneberg
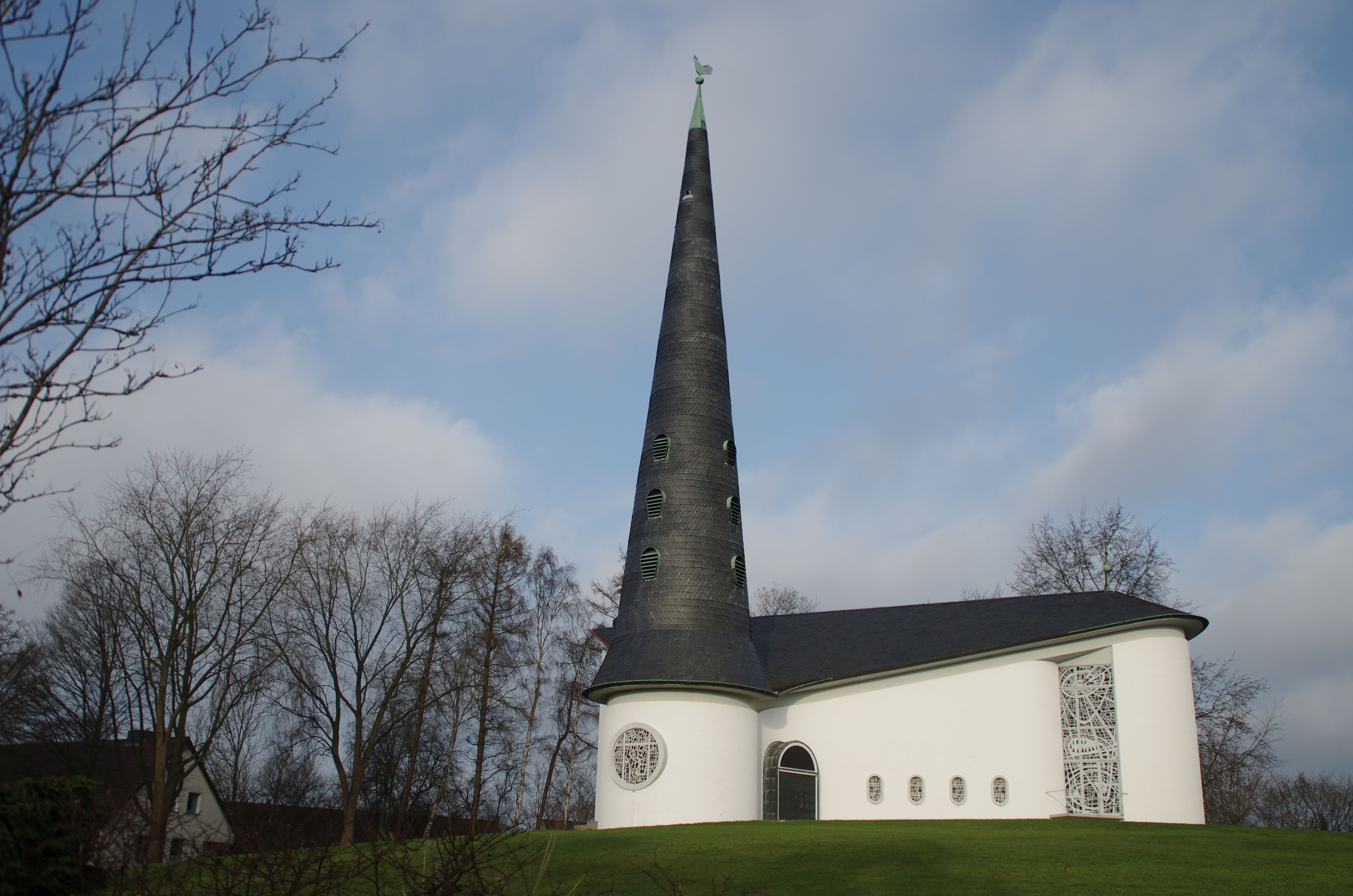
Thomaskirche in Schulensee
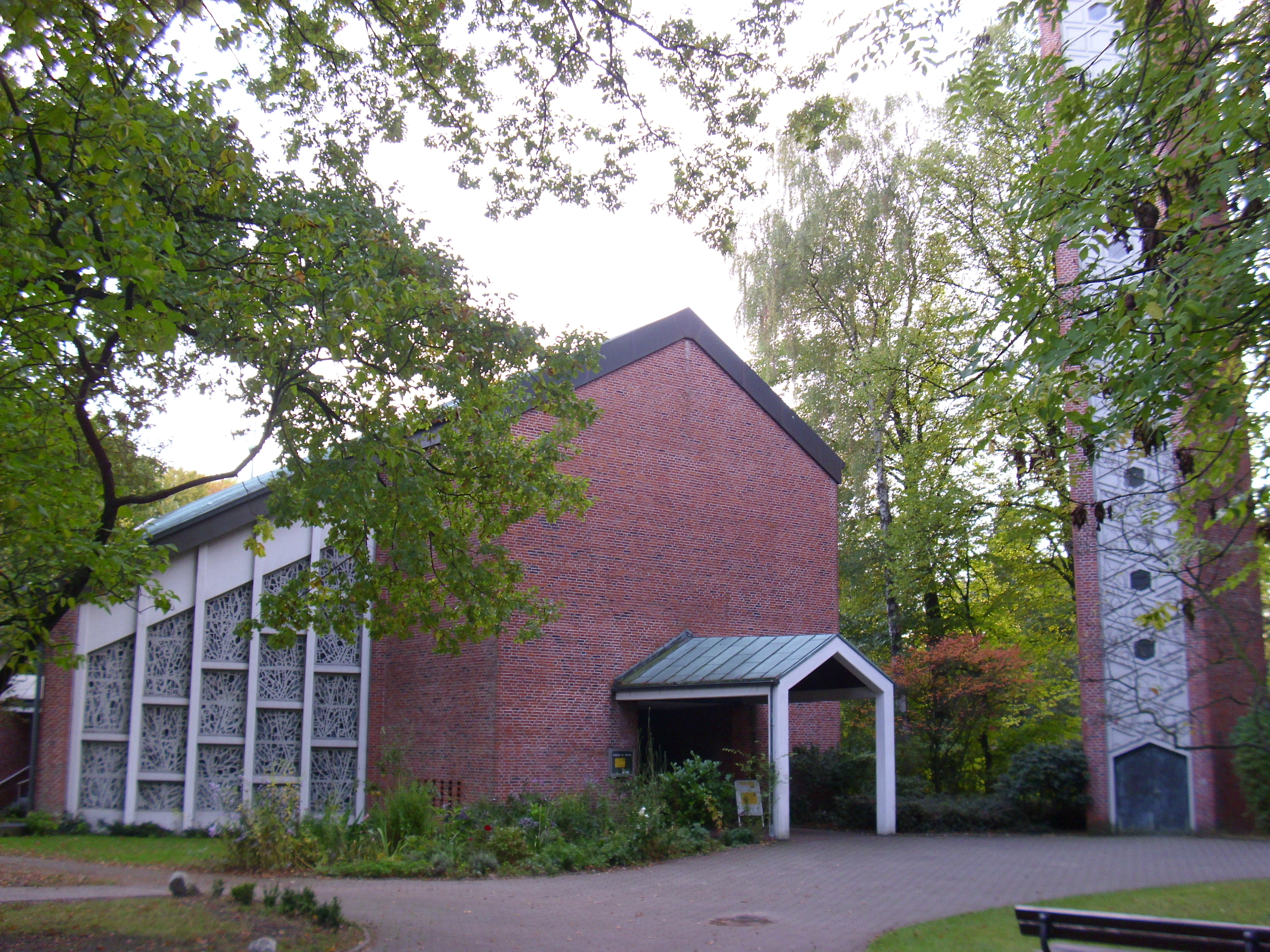
St. Peter in Hamburg-Groß Borstel
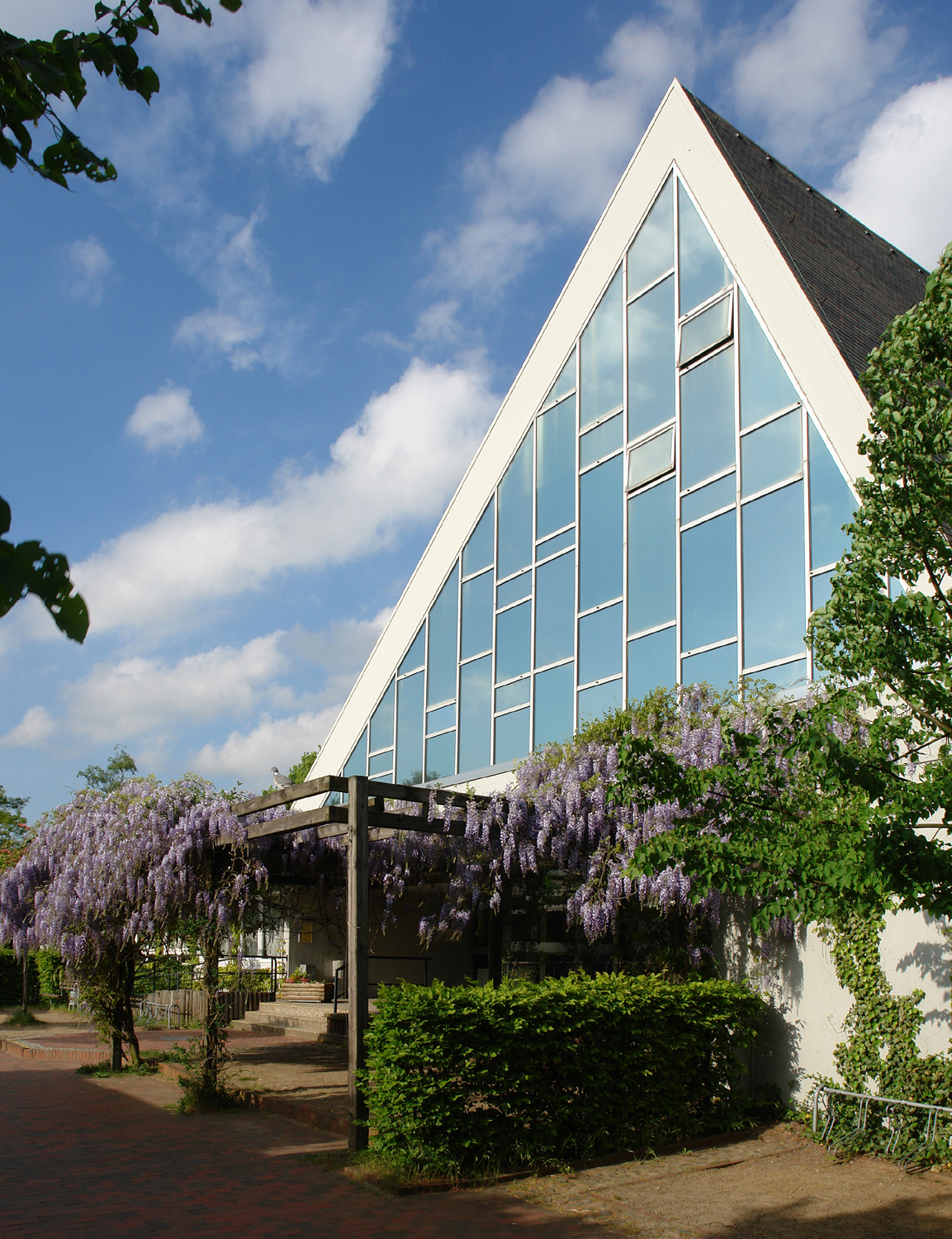
Gemeindezentrum Blockdiek in Bremen

Zu seinen sonstigen Bauten zählen z. B.
- Wohnhaus und Atelier von Fritz Fleer am Alsterlauf, Alsterhöhe 10 in Hamburg-Wohldorf, errichtet 1962, das im Frühjahr 2021 unter Denkmalschutz gestellt wurde.